# 天主教印第安纳的拉斐特教区
天主教印第安納的拉斐特教區（拉丁語：Dioecesis Lafayettensis in Indiana）是美國一個羅馬天主教教區，屬印第安納波利斯總教區。成立於1944年10月21日。
範圍包括印第安納州中北部，教座位於拉斐特。2004年有教友98,003人（佔轄區總人口8.3%）、六十二個堂區、114名司鐸。現任教區主教第茂德·L·多赫特。